# Tetragnatha mertoni
Tetragnatha mertoni là một loài nhện trong họ Tetragnathidae.
Loài này thuộc chi Tetragnatha. Tetragnatha mertoni được Embrik Strand miêu tả năm 1911.